# Étienne de La Roche-Foucauld
Étienne de la Rochefoucauld (mort le 4 novembre 1166), est évêque de Rennes de 1156 à 1166.

## Biographie
Étienne de La Roche-Foucauld nait à Angoulême mais on ignore s'il appartient à la famille noble de La Rochefoucauld. Selon Augustin du Paz son père se nomme Hélie et sa mère Constance. Moine bénédictin à l'abbaye Saint-Florent de Saumur il devient prieur et est élu abbé mais avant de recevoir la bénédiction abbatiale. Il est choisi comme évêque par le clergé de Rennes. En 1158 il se rend à Rome et l'année suivante il assiste à la translation du corps de saint Florent à Saumur. Il meurt le 4 novembre 1166 et il est inhumé dans le cloitre de l'abbaye Saint-Mélaine de Rennes. Son sceau a été conservé il porte l'inscription « Sigillum Stephani Redonesis Episcopi ».